# Hayley Westenra
Hayley Westenra, född 10 april 1987 i Christchurch, Nya Zeeland, är en sångerska (sopran) från Nya Zeeland. Hennes första internationella skiva, Pure, släpptes 2003. Hayley Westenra har sålt drygt tre miljoner CD-album över hela världen.  
År 2006 uppträdde hon i Sverige två gånger, ena gången i Globen i Stockholm och andra gången i Scandinavium i Göteborg, båda gångerna som förband till Il Divo. I augusti 2006 spelade hon med den irländska gruppen Celtic Woman. År 2007 turnerade hon med samma grupp.
När hon utsågs till ambassadör för Unicef var hon den yngsta personen någonsin som utsetts till detta ämbete. Hon har sjungit med artister som Andrea Bocelli, José Carreras, Russell Watson, Bryn Terfel och Katherine Jenkins med flera.

## Biografi
Westenra har rötter i Nya Zeeland och Irland. Hennes familj har en historia av musik: Westenras mormor Shirley Ireland var sångerska, och hennes farfar var pianist som också spelade pianodragspel.
Hennes musikaliska karriär inleddes vid sex års ålder, då hon fick rollen som "Little Star" i julspelet i sin skola. Efter showen kontaktade en lärare som såg framträdandet, hennes föräldrar och berättade för dem att deras dotter var mycket duktig. Läraren uppmuntrade Westenra att lära sig spela ett musikinstrument för att förbättra sin förmåga, och hon lärde sig att spela fiol, piano och blockflöjt.
När hon var 12 år gammal spelade Westenra in demon Walking in the Air i en professionell inspelningsstudio för familj och vänner. Till att börja med betalade hennes föräldrar för 70 exemplar att ge till vänner och familj, strax därefter köpte de 1000 ytterligare exemplar för försäljning och publicitet. Westenra och hennes syster Sophie spelade på gator i Christchurch och fick där sälja en del av de 1000 albumen. De två drog stor publik och en journalist från Canterbury Television fick Westenra att uppträda på TV. 
Ett PR-bolag för konserter blev intresserade av att arbeta med Westenra. Strax efter att hon träffat representanter för Universal Nya Zeeland blev hon erbjuden ett skivkontrakt. 
Westenras internationella framgång kom efter att hon tecknat ett avtal med Decca Records och släppt Pure (2003). Deccas brittiska VD blev imponerad av hennes röst när de tecknande kontrakt med henne. Albumet blev det snabbast säljande internationella debutalbumet i Storbritanniens historia inom genren klassisk musik.

## Diskografi
- Walking in the Air (2000) (demo)
- Hayley Westenra (2001)
- My Gift to You (2001)
- Pure (2003)
- Hayley Westenra - Live from New Zealand (2005) DVD
- Odyssey (2005)
- A New Journey (2007)
- Treasure (2007)
- Winter Magic (2009)
- Paradiso (2011)
- Hushabye (2013)